# Rue Protzer
Rue Protzer (* 6. März 1966 in Stuttgart als Rüdiger Protzer) ist ein deutscher Jazz-Gitarrist und Komponist; er leitet die Gruppe Rue de Paris.

## Leben und Wirken
Protzer wuchs in Nürnberg auf, wo er mit 15 seinen ersten Kompositionswettbewerb gewann. Nach dem Abitur war er zunächst als Studiomusiker tätig. Von 1987 bis 1994 studierte er am Konservatorium Nürnberg (heutige Hochschule für Musik Nürnberg) klassische Gitarre, Komposition und Dirigieren. Nach Studien bei Pat Metheny, Joe Beck, Gene Bertoncini und Peter O’Mara wendete er sich ganz dem Jazz zu.
Protzers Debüt-Album mit Rue de Paris erschien 2005 unter dem Titel Quiet Motion bei Sony Classical und stieß bei der Fachkritik auf eine sehr positive Resonanz. Weitere Mitglieder der Gruppe waren Ack van Rooyen, Adam Nussbaum, Thomas Rückert und John Goldsby. Das zweite Rue de Paris Album mit dem Titel New York Slow (unter anderem mit Randy Brecker und Lee Konitz) erschien 2007 wiederum bei Sony Classical. Im Jahr 2009 erschien schließlich mit Trois ein drittes Album der Gruppe mit der Stammbesetzung Protzer, Nussbaum, Rückert sowie dem Bassisten Marc Johnson. Daneben wirken auf einigen Titeln die Sängerin Cécile Verny und der Trompeter Julian Wasserfuhr mit. Das Fachmagazin Stereoplay wählte das Album Trois auf Platz drei der zehn besten Jazz CDs dieses Jahres.
2010 führte er seine Komposition Xanivia mit dem Metropole Orkest auf. 2012 fand die Uraufführung von The Pirt Trip für Orchester und Gitarre in der Nürnberger Tafelhalle statt.
Für das 2013 erschienene Album One Note Story hat Protzer „eine Art All-Star-Band des jungen deutschen Jazz“ herangezogen. Für die Nürnberger Stadtzeitung Plärrer markiert das Album „einen eleganten, aber entschiedenen Turn-Around zu einer eminent rhythmischen Jazzsprache“ bei dem zudem viele Stücke auf ungeraden Metren basieren. Der stilistische Wechsel wird durch die Verwendung einer Fender Stratocaster unterstrichen, deren spezifischer Klang das Album „dominiert“; sie spielte laut Protzer eine entscheidende Rolle bei der Konzeption des Albums: „Die Wirkung eines Themas hängt auch immer von dem Sound des Instruments ab. Insofern macht es Sinn, genau zu wissen, für welches Instrument man komponiert.“
Im Jahr 2017 schrieb Rue Protzer die von der Grafikerin Selina Peterson illustrierte Kinder-E-Gitarrenschule „Jimmy! Der Gitarren-Chef“, von der bislang drei Bände im Dux-Verlag erschienen.
Rue Protzer ist Gitarrist und Bandleader der Live-Band 4 at the club.

## Schriften
- 2017: Jimmy! der Gitarrenchef Band 1. E-Gitarrenlehrbuch für Kinder. Dux-Verlag.
- 2017: Jimmy! der Gitarrenchef Band 2. E-Gitarrenlehrbuch für Kinder. Dux-Verlag.
- 2017: Jimmy! Der Gitarren-Chef – Weihnachtslieder. E-Gitarrenlehrbuch für Kinder. Dux-Verlag.

## Diskografische Hinweise
- Rue de Paris – Quiet Motion (Sony Classical/Sony BMG) with Adam Nussbaum, John Goldsby, Thomas Rückert, Ack van Rooyen (2005)
- Rue de Paris – New York Slow (Sony Classical/Sony BMG) with Randy Brecker, Lee Konitz, Adam Nussbaum, Jay Anderson, Thomas Rückert (2007)
- Rue de Paris – Trois (Intuition) with Adam Nussbaum, Thomas Rückert, Marc Johnson, Cecile Verny, Julian Wasserfuhr (2009)
- Rue Protzer – One Note Story (Intuition) mit Patrick Scales, Sebastian Studnitzky, Lutz Häfner, Jesse Milliner, Jürgen Neudert, Christian Lettner (2013)